# Тепловая защита (ракетная техника)
Тепловая защита — средства защиты систем и агрегатов спускаемого аппарата, головных частей ракет, стенок камеры сгорания ЖРД от воздействия экстремальных температур.

## Разработка вопросов тепловой защиты советскими учёными
В 1947 году Мстислав Келдыш создаёт в НИИ-1 уникальную экспериментальную газодинамическую базу, в которой для испытания материалов для теплозащиты используются уникальные электродуговые подогреватели газа. Для запуска баллистических ракет необходимо было решать вопросы тепловой защиты головных частей ракеты. Проведённые в НИИ-1 исследования показали, что «затупление» носка конуса существенно упрощают условия прохождения головной частью межконтинентальной баллистической ракеты плотных слоёв атмосферы.
Решение вопросов, связанных с тепловой защитой спускаемого аппарата также была одной из важнейших задач, стоящих перед советскими космическими специалистами. Именно благодаря проводимым в рамках НИИ-1 испытаниям были выбраны оптимальные варианты решений самых важных и сложных вопросов.
С сентября 1957 года по январь 1958 года в рамках ОКБ-1 проводились исследования, связанные с оценкой внешних тепловых потоков, температур наружных поверхностей, массы теплозащиты для различных схем спускаемых с орбиты ИСЗ аппаратов в большом диапазоне значений аэродинамического качества.
Численными методами определялся прогрев теплозащиты. После принятия концепции баллистического спуска была принята сферическая форма спускаемого аппарата, при которой имелись достоверные и стабильные аэродинамические характеристики во всех диапазонах углов атаки и на всех скоростях. Был сделан вывод о том, что тепловая защита должна иметь массы в диапазоне от 1300 до 1500 кг.
Корпус спускаемого аппарата был покрыт тепловой защитой с переменной толщиной. Максимальных значений она достигала 0,18 метров в лобовой части, а минимальных в тыльной — 0,03 метра.

## Назначение и виды
Тепловая защита спускаемого аппарата (СА) — предназначена для защиты от аэродинамического нагрева при движении в плотных слоях атмосферы, а также для обеспечения комфортных условий экипажу, находящемуся в спускаемом аппарате.
Вид тепловой защиты, состав теплозащитных материалов зависит от скорости и баллистических характеристик входа СА в атмосферу, а также от его аэродинамической формы и массы.
Тепловая защита может быть пассивной, радиационной, активной, и смешанной.
При пассивной теплозащите воздействие теплового потока воспринимается с помощью специальным образом сконструированной внешней оболочки или с помощью специальных покрытий, наносимых на основную конструкцию.
Примером пассивной тепловой защиты является тепловая защита космических аппаратов многоразового использования. В качестве специального покрытия для корпуса многоразового транспортного космического корабля (МТКК), например «Спейс шаттл» или «Буран» используются термостойкие теплозащитные плитки. Плитки имеют различные размеры и различное теплозащитное покрытие. Вся поверхность рассматриваемого аппарата разделена по уровню температур на четыре зоны, в каждой из которых используется своё покрытие.
Радиационная тепловая защита используется для защиты элементов конструкции, расположенных в зонах с относительно низким уровнем тепловых потоков. Отвод теплоты осуществляется излучением в окружающее пространство.
Активная тепловая защита характеризуется наличием в её составе системы охлаждения. Разновидностью активной тепловой защиты является широко используемое абляционное охлаждение. Согласно этому методу защищаемая конструкция покрывается слоем специального материала, часть которого под действием теплового потока может разрушаться в результате процессов плавления, испарения, сублимации.
Пример разрушающихся теплозащитных покрытий — стеклопластики и другие пластмассы на органических и кремнийорганических связующих.
Абляционное покрытие также используется для защиты камеры сгорания и сопла жидкостных ракетных двигателей от перегрева.